# Canada General Service Medal
La Canada General Service Medal era una medaglia di campagna militare inglese coniata per ricompensare quanti avessero partecipato alle campagne militari in Canada tra il 1866 ed il 1871.

## Storia
La medaglia venne concessa a soldati delle forze imperiali britanniche e canadesi per la partecipazione alla repressione dei Raid feninani tra il 1866 ed il 1871. Questa medaglia non venne coniata sino al 1899.

## Descrizione
La medaglia è costituita da un disco d'argento sul quale è raffigurata sul diritto l'effigie dell'anziana regina Vittoria d'Inghilterra rivolta verso sinistra, velata e corredata dal titolo VICTORIA REGINA ET IMPERATRIX in latino. Sul retro la medaglia riporta le insegne del Canada circondate da una corona di foglie d'acero con la scritta CANADA in alto
Il nastro era rosso con al centro una striscia bianca (i colori del Canada).